# メルセデス・ベンツ・Rクラス
メルセデス・ベンツ・Rクラス（Mercedes-Benz R-Class ）は、ドイツの自動車メーカーであるダイムラーがメルセデス・ベンツブランドで展開していた、7人乗り自動車である。

## 概要
2001年の北米国際オートショーで「Vision GST（Grand Sports Tourer ）」として最初のコンセプトが発表され、最終的なプロダクションモデルは2005年のニューヨーク国際オートショーで発表された。日本では2005年の東京モーターショーに参考出品された。
メルセデス・ベンツではこのRクラスを、「乗用車に求められるすべての要素を極めて高い次元で融合させた、まったく新しいカテゴリーのラグジュアリーモデル」と位置づけ、ミニバンやステーションワゴンなどの要素が含まれている。アメリカ合衆国アラバマ州のタスカルーサ工場で生産され、Mクラス（W164）やGLクラス（X164）とプラットフォームを共有する。ただし、フルタイム4WD車の機構は、独自の4MATICを採用している。
2010年にはニューヨーク国際オートショーにてフェイスリフトを受けた2011年モデルが発表された。
その後、プラットフォームを共有するMクラスは2011年（W166）に、GLクラスは2012年（X166）にそれぞれ新型が発表されたが、Rクラスはモデルチェンジを受けることなく2012年に生産国であるアメリカでの販売を終了し、2013年にはヨーロッパなどでも販売を終了してた以降は、中国でのみ販売が行われていたが、2017年に中国での生産と販売を終え、11年の歴史に幕を下ろした。
2015年1月27日、メルセデス・ベンツUSインターナショナル (MBUSI) とAMゼネラルは生産委託契約を結んだことを発表した。タスカルーサ工場の生産能力に余裕を持たせるため、同年夏よりRクラスの生産はAMゼネラルのミシャワカ工場に移管される。

### 日本での販売
2006年4月より「R350 4MATIC」「R500 4MATIC」の販売が始まった。
すべてのモデルが7速ATおよびフルタイム4WD（4MATIC）を採用しており、「R350 4MATIC」は右ハンドルのみ、「R500 4MATIC」は左ハンドルのみという構成である。
海外にはAMGモデルの「R63 AMG」（過去に日本市場でも導入されていた）やディーゼルエンジンを搭載する「R320 CDI」「R420 CDI」などがある。
初期の日本仕様では、国土交通省の定める保安基準に準拠してサイドアンダーミラーが付いており、「スタイルを損ねる」との声が多かった。その後、助手席側ドアミラーに内蔵するサイドビューカメラからの映像をカーナビゲーション用モニターに投影するという手法に改変され、同ミラーは廃止された。
2010年11月4日にマイナーチェンジを実施。前後のデザイン変更に加えてETCユニットが標準装備となった。R550 4MATICがラインナップから落とされ、R350 4MATICのみとなった。
2012年1月30日に一部改良。「BlueDIRECTテクノロジー」を駆使した276型エンジンと7速AT「7G-TRONIC PLUS」を搭載したことで、動力性能と燃費性能が向上され、「平成21年排出ガス基準75%低減レベル（☆☆☆☆）」と「平成22年度燃費基準+25%」を達成（平成27年度燃費基準も達成）したことで、環境対応車普及促進税制に適合。シート素材を従来のレザーツイン（ファブリックと人工皮革のコンビネーション）から「レザーARTICO（人工皮革）」へとグレードアップ。なお、今回の一部改良により、グレード名を「R350 4MATIC BlueEFFICIENCY」に改名した。
2014年4月、販売終了。
| 日本での過去のグレード     | 日本での過去のグレード  | 日本での過去のグレード | 日本での過去のグレード | 日本での過去のグレード | 日本での過去のグレード | 日本での過去のグレード | 日本での過去のグレード |
| グレード                   | 製造期間                | 排気量                 | エンジン               | 最高出力・最大トルク   | 変速機                 | 駆動方式               |                        |
| -------------------------- | ----------------------- | ---------------------- | ---------------------- | ---------------------- | ---------------------- | ---------------------- | ---------------------- |
| R63 AMG                    | 2007年1月-2007年10月    | 6,208 cc               | 156型 V型8気筒DOHC     | 514 ps/64.2 kgm        | 7速AT                  | 4MATIC                 |                        |
| R500 4MATIC                | 2006年3月 - 2007年10月  | 4,965 cc               | 113型 V型8気筒SOHC     | 306 ps/46.9 kgm        | 7速AT                  | 4MATIC                 |                        |
| R550 4MATIC                | 2007年11月 - 2010年10月 | 5,461 cc               | 273型 V型8気筒DOHC     | 387 ps/54.0 kgm        | 7速AT                  | 4MATIC                 |                        |
| R350 4MATIC                | 2006年3月 - 2012年1月   | 3,497 cc               | 272型 V型6気筒DOHC     | 272 ps/35.7 kgm        | 7速AT                  | 4MATIC                 |                        |
| R350 4MATIC BlueEFFICIENCY | 2012年1月-2014年3月     | 3,497 cc               | 276型 V型6気筒DOHC     | 306 ps/37.7 kgm        | 7速AT                  | 4MATIC                 |                        |